# Chevrolet Celebrity
O ChevroIet Celebrity e um carro médio produzido pela Chevrolet, uma das divisões da General Motors. O modelo surgiu em 1981 já como modelo 1982. Eleito carro do ano em 1986, passou por duas reestilizações ao longo de sua existência. Saiu de linha em 7 de julho de 1989, sendo substituido pelo Lumina.